# ギーゼラ・マウアーマイヤー
ギーゼラ・マウアーマイヤー（Gisela Mauermayer、1913年11月24日 - 1995年1月9日）は、ドイツの陸上競技選手である。彼女は、1936年に開催されたベルリンオリンピックの女子円盤投で金メダルを獲得した。

## 経歴
マウアーマイヤーは1932年、18歳のときにナチ党に入党し、ヒトラーを熱心に支持していた。彼女は才能のある陸上選手で、円盤投、砲丸投、五種競技の3種目で当時の女子世界記録を保持していた。ベルリンオリンピックの競技種目に含まれていたのはこのうち円盤投のみだったが、世界記録保持者である彼女は優勝を確実視され、ドイツ国家と国民からの期待は大きかった。長身でがっしりとした体格の彼女は、長い金髪をぎゅっと巻き上げて束ねていて、その髪型がヒトラーユーゲントの少女たちに好まれるなど、ベルリンオリンピック有数の人気者でもあった。
ベルリンオリンピックの女子砲丸投は、19人の選手が出場して1936年8月4日に実施された。前回ロサンゼルスオリンピックの同種目の覇者、アメリカ合衆国のリリアン・コープランドは、自身がユダヤ系であるため、ナチス・ドイツへの抗議として個人的にこのオリンピックへの参加をボイコットしていた。この種目は予選なしの決勝のみで、選手たちはまず3回の投てきを行い、上位の6選手が次の3回の投てきに進むことになっていた。マウアーマイヤーは第1投目で当時のオリンピック記録を更新する47メートル63センチを投げて首位に立った。彼女はそれ以上記録を伸ばすことはできなかったが、2位のポーランド代表ヤドヴィガ・ワイスなどに大差をつけて最後まで首位を守り抜き、金メダルを獲得した。
その他の主要大会では、1938年にウィーンで開催されたヨーロッパ陸上競技選手権大会（en:1938 European Athletics Championships）の円盤投で44メートル80センチの記録を出して優勝し、砲丸投では13メートル27センチの記録で2位となった実績を持っている。マウアーマイヤーは、1935年6月2日から1948年8月8日まで、女子円盤投の世界記録を保持し続けていた。
マウアーマイヤーは高等学校で教職に就いていたが、1945年にドイツが第2次世界大戦に敗北した後に、過去のナチ党員歴を問題視されて職を追われた。1986年に彼女は、ベルリンオリンピック50周年に関するインタビューを受けた。インタビュアーによると、彼女は「ドイツのために戦うことを許されたのは名誉」だったと述べ、ベルリンオリンピックでナチの宣伝をしたことに悔いはないと発言したという。その後、1995年に故郷のミュンヘンで死去した。